# Jānis Blūms
Jānis Blūms, né le 20 avril 1982 à Saldus, est un joueur professionnel letton de basket-ball. Il évolue aux postes de meneur et d'arrière.

## Carrière
Avec 32 points, il est le meilleur marqueur du match de championnat d’Europe de basket-ball 2011 qui oppose les équipes de Lettonie et de France.
En juin 2012, Blūms signe un contrat de deux ans avec son ancien club, le Lietuvos rytas. En juillet 2013, il rejoint le BK Astana, club de première division kazakh.
En octobre 2014, Blūms signe un contrat de deux mois avec le Panathinaïkos. En novembre, son contrat est prolongé jusqu'à la fin de la saison 2015-2016.
Au mois de juillet 2020, il s'engage pour une saison au Pallacanestro Reggiana en première division italienne.